# Moscow Mule (singolo)
Moscow Mule è un singolo del gruppo musicale italiano Benji & Fede, pubblicato l'11 maggio 2018 come terzo estratto dal terzo album in studio Siamo solo Noise.

## Descrizione
Il brano si caratterizza per sonorità tipicamente dance pop con influenze provenienti dalla musica latina.

## Video musicale
Il video, diretto da Matilde Composta e Lorenzo Invernici e girato a Goa, è stato reso disponibile l'11 maggio 2018 attraverso il canale YouTube della Warner Music Italy.

## Tracce
Testi di Federica Abbate, Rocco Pagliarulo, musiche di Federica Abbate, Fabio Clemente, Francesco Alessandro Merli.
1. Moscow mule (Acoustic Version) – 3:36

## Classifiche
| Classifica (2018) | Posizione massima |
| ----------------- | ----------------- |
| Italia            | 13                |